# 路桥区
路桥区为中华人民共和国浙江省台州市的一个市辖区，位于台州东部，东濒东海，南靠温岭市，西连黄岩区，北接椒江区。地形狭长，地貌以平原为主，是温黄平原的腹地；境内河网纵横，“路路有桥”，“路桥”一名即来源于此；山地丘陵极少，作为点缀。全区陆地面积为274平方公里，是全台州市最小的县级行政区。路桥区下辖6街道4镇，路南街道是全区的政治、经济、文化中心。區人民政府駐路桥街道金水路1号。

## 历史
灵山遗址显示路桥历史上溯5000多年前的新石器时代晚期，该遗址亦将台州历史推进到这一时期。路桥古称灵山乡。东汉刘秀统一中国后，这一带开始发展起来，始称“新安”，意为“新近取得安定的地方”。路桥区原为黄岩区路桥镇。1994年8月22日，路桥区伴随台州的撤地设市而建立，辖原黄岩市的路桥、桐屿、峰江、新桥、横街、下梁、金清、蓬街8个镇和螺洋、黄琅2个乡，与椒江、黄岩并称为“台州三区”。路桥经商传统悠久，凭借南官河成为商贸重镇，并于清代乾隆年间发展成为浙东南沿海的著名商埠。路桥十里长街是浙江省内保存较为完整、历史底蕴比较深厚的历史街区。

## 经济
现在，路桥利用其境内台州路桥机场（是中华人民共和国首个县级军民合用地方航站）、台州货运站等交通优势，发展工商业。目前，路桥的工业主要以机电、汽摩、塑料、再生金属资源、卫浴等行业为支柱，是中国再生金属资源生产基地。商业上，路桥擅长小商品领域，拥有中国日用品商城、台州电子数码城、台州方林汽车城等一批专业交易市场和商品集散中心，其中前两者进入“中国商业市场百强”。:1869－1873浙江泰隆商业银行在原黄岩市、今路桥区境内成立，总部也设于路桥。路桥拥有全国最早的小商品市场之一——路桥小商品市场（早于义乌小商品市场），是浙江小商品市场的发源地。截止2018年，路桥区全区生产总值达675.16亿元。

## 人口
2018年，路桥區户籍人口460097人。
根據第七次全国人口普查數據，截至2022年底，路橋區常住人口63.3萬人 。

## 行政区划
下辖6个街道、4个镇，46个居民区、287个行政村：
- 街道办事处：路南街道、路桥街道、路北街道、螺洋街道、峰江街道、桐屿街道。
- 镇：新桥镇、横街镇、金清镇、蓬街镇。

## 铁路车站

### 国铁车站
- 甬台温铁路、金台铁路：台州南站

### 市域铁路车站
- 台州市域铁路S1线：锦泰站、恩泽医院站、台州汽车南站站